# 和歌山電鐵2270系電車
和歌山電鐵2270系電車（わかやまでんてつ2270けいでんしゃ）は、和歌山電鐵が所有する通勤形電車。南海電気鉄道（南海）が1995年に貴志川線向けに改造（車体更新）したものを、2006年の同線の和歌山電鐵への経営譲渡時にともに同社が引き継いだものである。

## 概要
南海22000系電車からの改造車で、南海時代に貴志川線近代化・合理化の一環として1201形を置き換えるために投入された。
2006年4月1日に貴志川線が和歌山電鐵に移管されるのに伴い、本形式6編成も全て同社に引き継がれ、移管後は、後述の様に水戸岡鋭治の手による特徴ある内外装への改造が進んだ。

## 構造
奇数車はクハ2701形、偶数車はモハ2271形となり、2両編成を組成する。22029・22031・22025・22027・22019・22023編成の順に2701-2271から2706-2276の6編成12両が改造されており、以下本項では編成については「2271F」-「2276F」の表記を用いる。
改造内容は下記のとおり。
- 下り方（貴志側）車両（22000系時代は奇数車）を電装解除して制御車（Tc）化され、2M編成から1M1T編成となった。
- 前面の非貫通化。
- 側面の方向幕撤去。
- ワンマン運転化改造。
  - 整理券方式の乗車形態を採用したことに伴う、整理券発行機や運賃箱・運賃表示器の設置。
  - 運転席からドア操作が可能になるようドア開閉スイッチを追加。
  - 前扉を運転室直後に移設の上、片開き扉に変更。後扉は両開き扉を存置。
  - 連結面妻引き戸を撤去し、連結面は幌ごと大型化し、後方車両まで広く見渡せるようになった。

導入当時の貴志川線は直流600 V電化であったが、製造当時に属していた高野線の昇圧に備えて1500/600 Vの複電圧対応車となっていた電装系が南海本線での自走回送のため存置されており、2012年の貴志川線1500 V昇圧以降も手を加えることなく運用されている。

## リニューアル列車

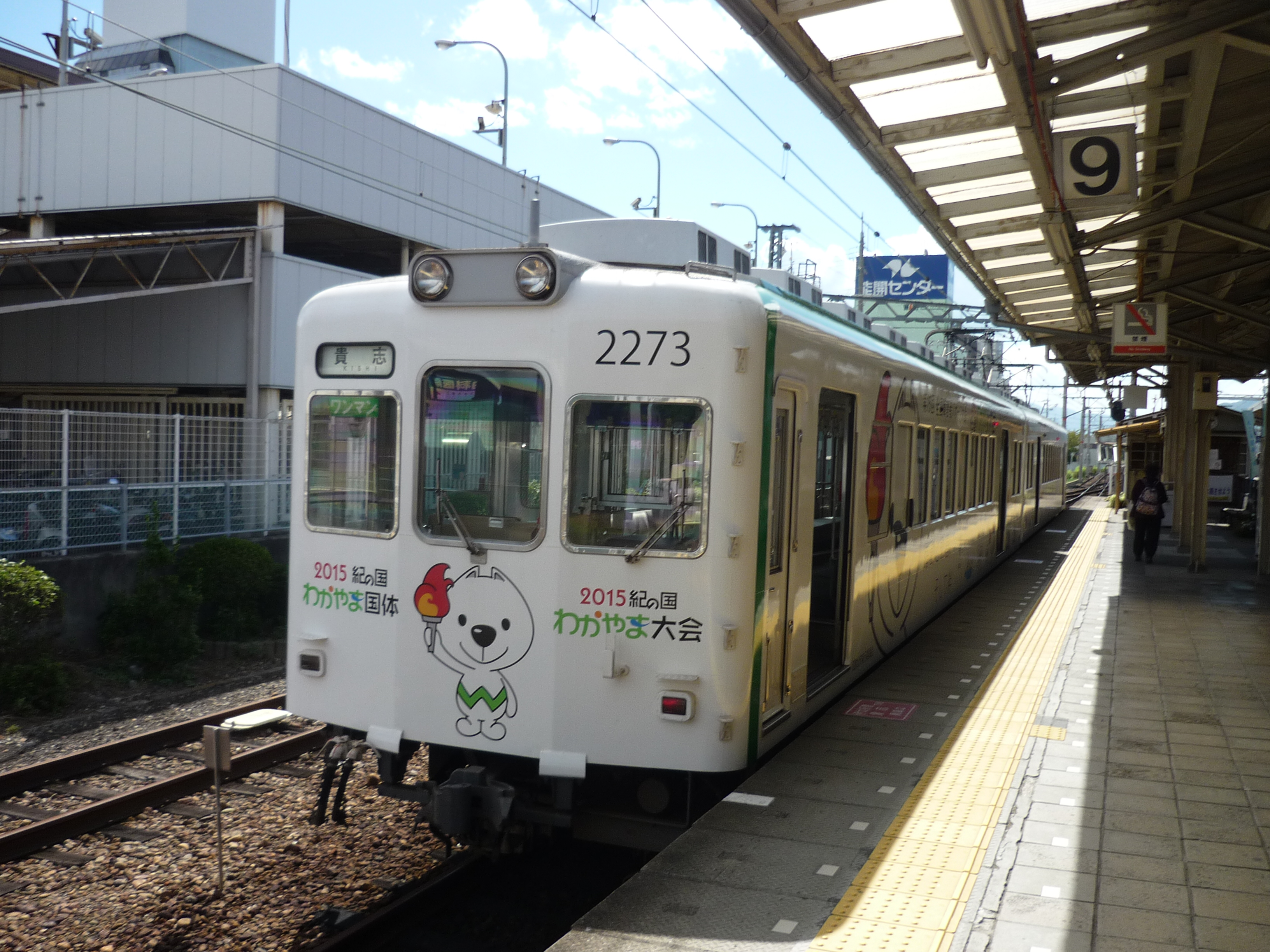
2273F きいちゃん電車（2013年10月 和歌山駅）

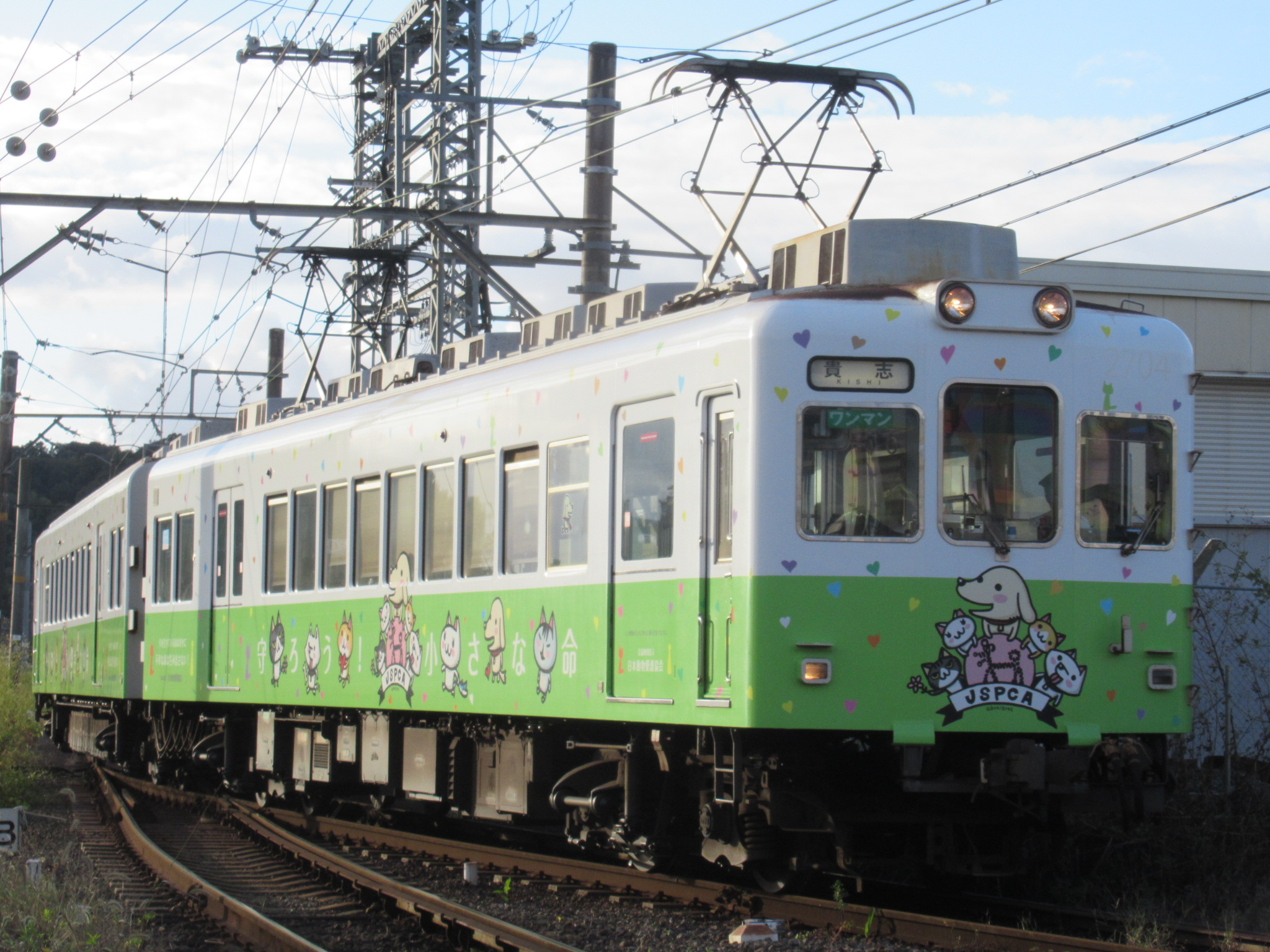
2274F 動物愛護電車（2021年10月 伊太祈曽駅）

和歌山電鐵では一部車両の内外装をユニークなものにし、「リニューアル列車」として運用している。プロデュースは、和歌山電鐵が属することとなった両備グループのデザイン顧問である水戸岡鋭治によるもので、工事は大阪車輌工業の出張で施工された。
第1弾として、2271Fが伊太祈曽車庫でリニューアル工事を実施し、2006年8月6日から「いちご電車」の愛称で運行を開始している。また、2007年7月29日より第2弾として2276Fを改造した「おもちゃ電車」が運行されていたが、2021年9月をもって運行を終了した。
2009年3月21日には第3弾として2275Fが、貴志駅の駅長猫である「たま」をモチーフとした「たま電車」として導入された。このほか、2273Fが、和歌山市と紀ノ川市がスポンサーになって、「紀の国和歌山国体」のマスコットキャラクター「きいちゃん」をラッピングした「きいちゃん電車」も、2013年6月11日から2015年10月の国体の終了まで運行されていた。2273Fは「うめ星電車」にリニューアルされている。
2021年12月4日より、第5弾として2276Fを再改造した「たま電車ミュージアム号」が運行を開始した。
- 2271F : いちご電車（第1弾）
- 2272F : 通常塗装（2019年春より「『おかでんチャギントン』ラッピング電車」）
- 2273F : うめ星電車（第4弾）
- 2274F : 通常塗装（2018年6月より日本動物愛護協会と和歌山電鐵による広告ラッピング電車「動物愛護電車」[3]）
- 2275F : たま電車（第3弾）
- 2276F : たま電車ミュージアム号（第5弾）

### いちご電車（2271F）
リニューアル車第1弾「いちご電車」は、貴志駅周辺の特産品であるイチゴをモチーフに、白地に赤をアクセントとしたデザインとなっており、車両の内外にイチゴを車両の正面に見立てたシンボルマークや「苺」の漢字をアレンジしたシンボルマークが描かれている。車内ではシートにイチゴの柄が多数あしらわれており、床などには様々な種類の木材をふんだんに使用している。連結面付近にはカウンターが設けられ、イベント列車として用いる際に接客設備を設けることが出来るようになっている。このカウンターの周囲には、「いちご列車サポーター」としてリニューアル工事に際して支援や寄付を行った個人や団体の名前をプレートに書き込んでいる。この際には2006年7月からの2か月間で、2500件を超す個人や企業・団体から合わせて1100万円近い金額の応募があったというところからも地元の関心と期待の高さがうかがえる。
車内には地方鉄道再生のモデルケースとなりうる一連の取り組みを評価されて受賞した「第5回日本鉄道賞表彰選考委員会特別賞」の記念プレートが取り付けられている。
| 2271F いちご電車 |  | いちご電車車内 |
| 2271F いちご電車 |  | いちご電車車内 |

### おもちゃ電車（2276F）

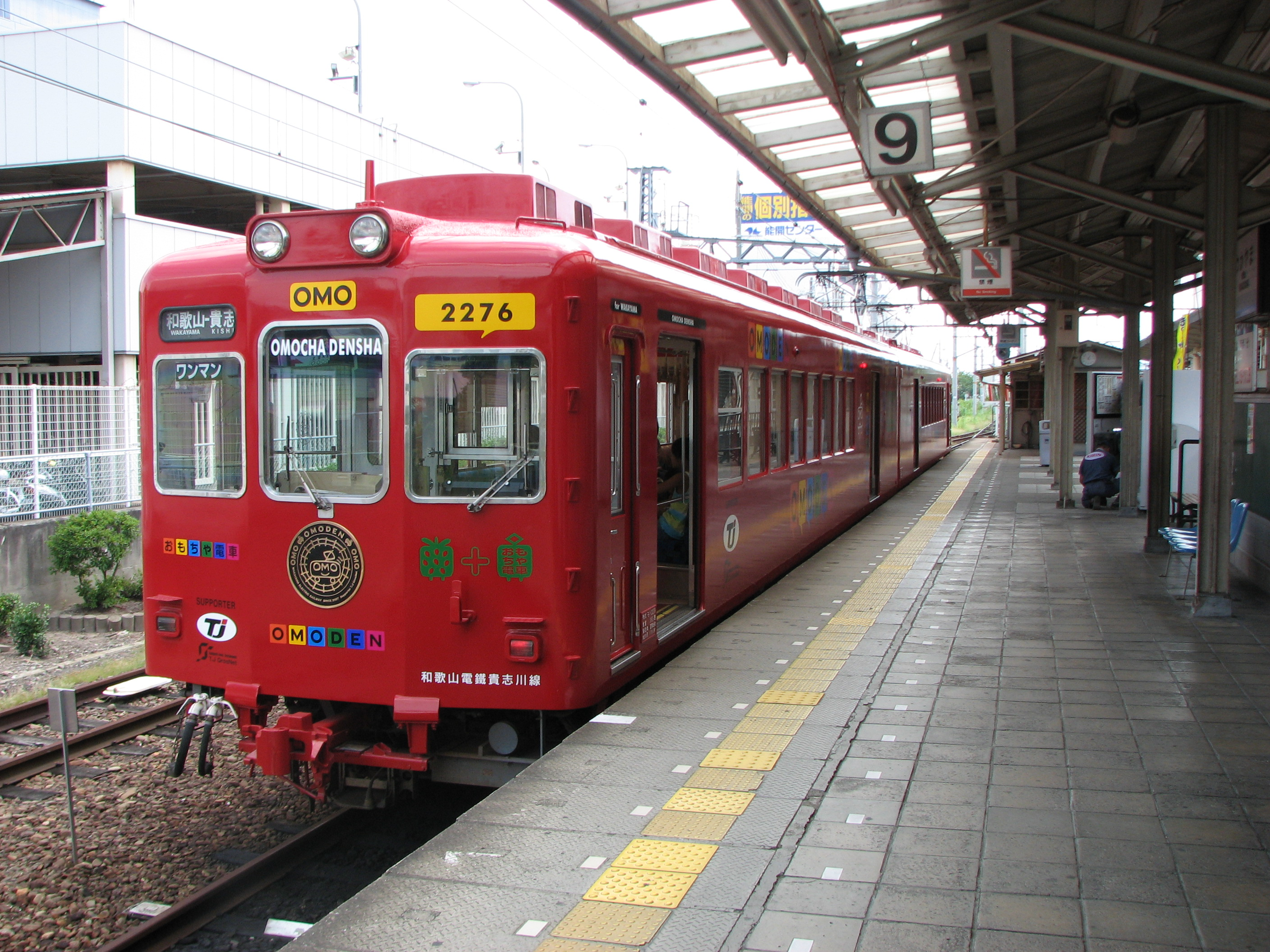
2270系2276F おもちゃ電車（貴志川線・和歌山駅で）

リニューアル車第2弾「おもちゃ電車」、略して「OMODEN（おもでん）」は、おもちゃ箱や子供部屋をモチーフとしたようなデザインとなっており、車体全体を赤く塗った上に「OMODEN」などのロゴを大胆に配置している。座席は一般的なロングシートの他に、木の座席にカラフルな座布団を固定した部分があったり、木馬のような部品が取り付けられた座席があったり、さらにはベビーサークルも置かれているなど非常にユニークである。連結面付近にはギャラリーが設けられ、子供向けからマニア向けまで様々な種類の玩具やフィギュア、プラモデル、鉄道模型などが飾られている。さらにはカプセルトイ自販機のコーナーも設置され、一般で販売されているカプセルトイとともに和歌山電鐵オリジナルグッズが販売されていた。おもちゃ電車のサポーターとなったのは、当時玩具通販サイトT.J GrosNetを運営していた海南市の企業「T.Jホールディングカンパニー」である。同社の社長が貴志川線沿線育ちという縁からのものである。同社が最初に提案していたのはガンダムシリーズをモチーフとした「ガンダム電車」で5年間広告支援するというものであったが、「いちご電車」の弟としてよりふさわしいように「おもちゃ電車」として思い切ったリニューアルをすることとなった。
なお、T.J社は2008年4月15日に民事再生法適用を申請し営業を休止、のち破産となったが、和歌山電鐵ではおもちゃ電車の運行や車内でのカプセルトイの販売には影響はないとし、運行最終日まで販売は続けられた。当初車体にあったT.J社のマークは消去されている。
2021年9月5日に「おもちゃ電車」としての運行を終え、後述の「たま電車ミュージアム号」に再改造された。
| おもちゃ電車車内 |  | おもちゃ電車車内のカプセルトイ自販機 |
| おもちゃ電車車内 |  | おもちゃ電車車内のカプセルトイ自販機 |

### たま電車（2275F）

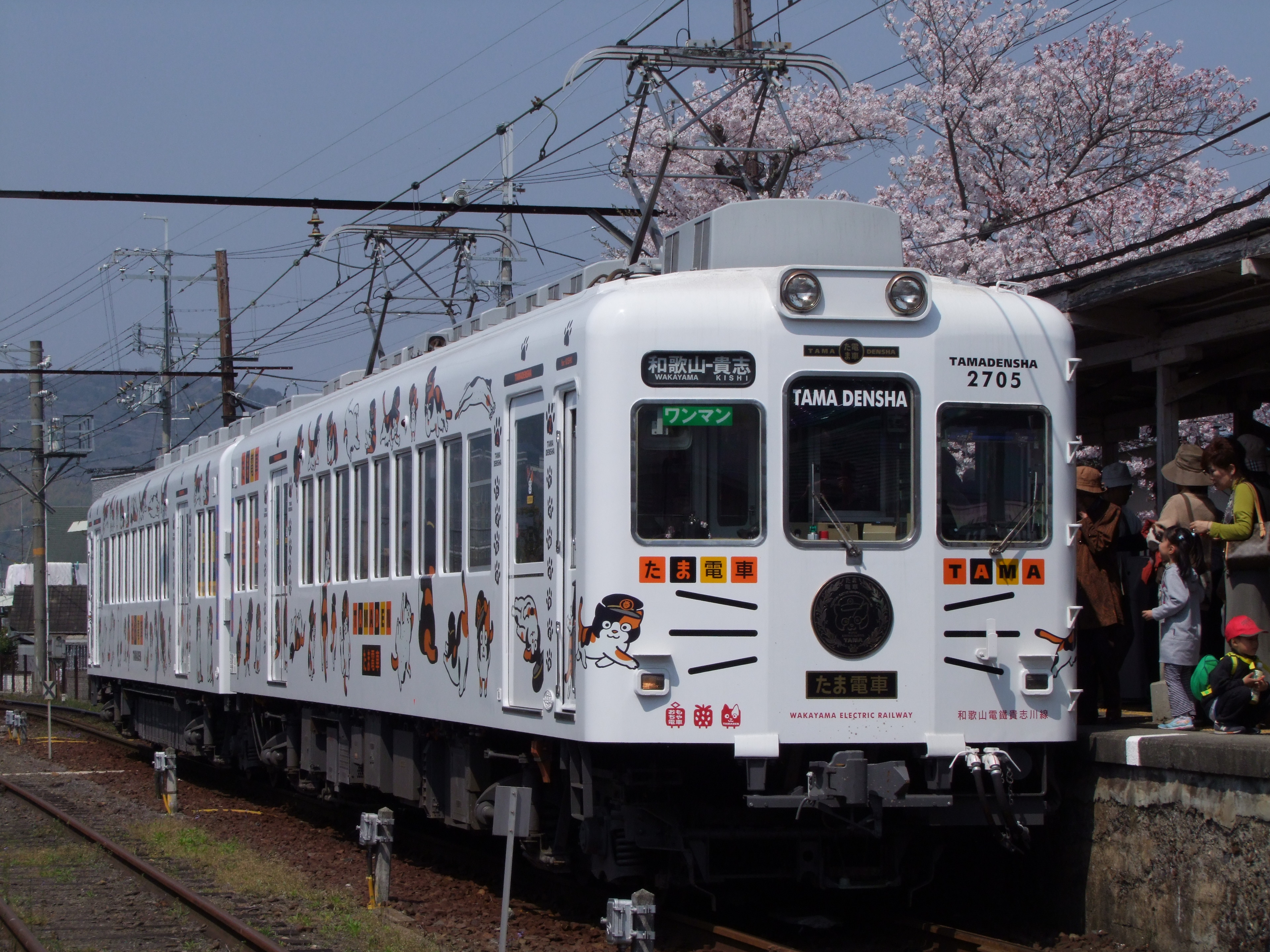
2270系2275F たま電車（貴志川線・貴志駅で）

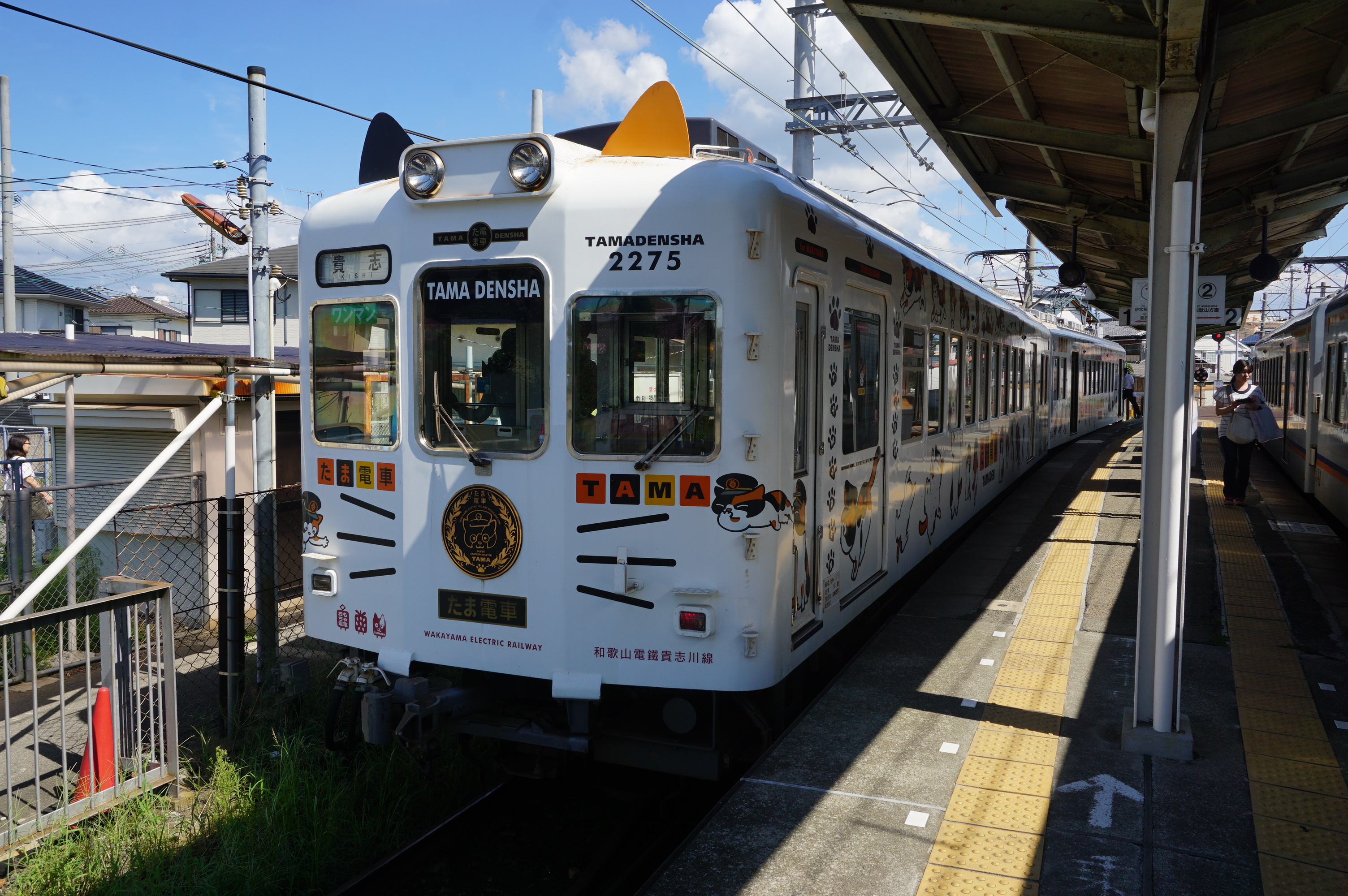
上部に猫耳がついた「たま電車」

外観は「いちご電車」に続く白基調となった。全体に101匹の猫の駅長「たま」のマスコットキャラクターがシールで貼られており、他に肉球の足跡模様や「たま電車」・「TAMA」のロゴが入っている。前面中央にはたまのイラスト入り真鍮プレートが配され、左右に猫のヒゲをモチーフにした線が入っている。なお、2705の北側連結面寄りに動物の本を開架する「たま文庫」の本棚が設置されているため、後扉から連結面寄りの客用窓が埋め込まれている。
座席の仕様は「おもちゃ電車」と同様に様々な形状の座席が並ぶものとなっており、ベビーサークルや、たまが乗車する時のための専用ケージも備えている。ベンチは背もたれが猫のシルエットに切り抜かれた木板であったりアンティーク家具のような猫足を採り入れるなど猫のモチーフが多用され、車内の色調が白・黒・オレンジを基本としている点も、三毛猫のたまを意識してのことである。後に車体運転台上部にたまにちなんだ猫耳のパーツが取りつけられた他、運転台寄りのクーラーキセに駅長帽を思わせる塗装を施している。
| クハ2705 |  | モハ2275 |
| クハ2705 |  | モハ2275 |

### うめ星電車（2273F）

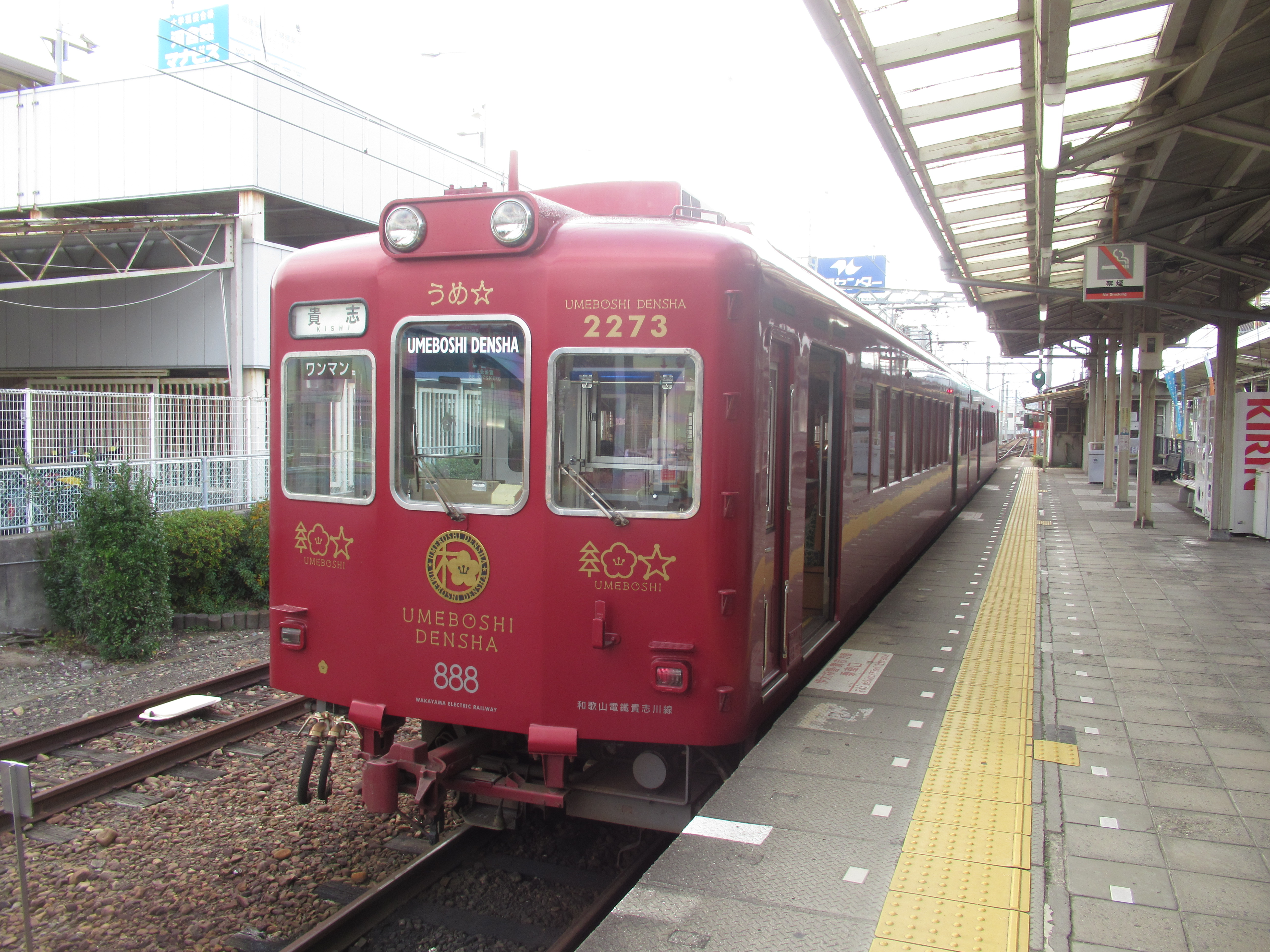
うめ星電車

貴志川線開業100周年と和歌山電鐵として運行を開始してから10周年を記念して、2273Fを「うめ星電車」としてリニューアルし2016年春から運行されている。和歌山県の特産品である南高梅から作られる「梅干し」をモチーフに、外観は深紅、内装は梅模様の座席、窓に障子をあしらうなど、和風の装いになっている。なお、「うめ星」は「梅干し」のほか、水戸岡が手がけた九州旅客鉄道（JR九州）のクルーズトレイン「ななつ星 in 九州」のパロディにもなっている。

### 「おかでんチャギントン」ラッピング電車（2272F）
親会社の岡山電気軌道でイギリスのテレビアニメ『チャギントン』をモチーフにした9200形の特別仕様車「おかでんチャギントンリアル電車・ウィルソン/ブルースター号」が2019年3月から運行を開始することが決定。そのPRとして、ラッピング広告電車『「おかでんチャギントン」ラッピング電車』が2018年10月4日から運行を開始している。2273には『チャギントン』のキャラクターであるウィルソン、2702にはブルースターがラッピングで描かれている。座席の柄や広告、床面のステッカーもチャギントンに統一されている。ただし、内装自体は従来どおりで改造されていない。
なお、このラッピングで2270系の通常塗装（南海カラー）が事実上消滅することから、2018年9月8日から18日まで南海カラーのラストラン企画が行われた。

### たま電車ミュージアム号（2276F）

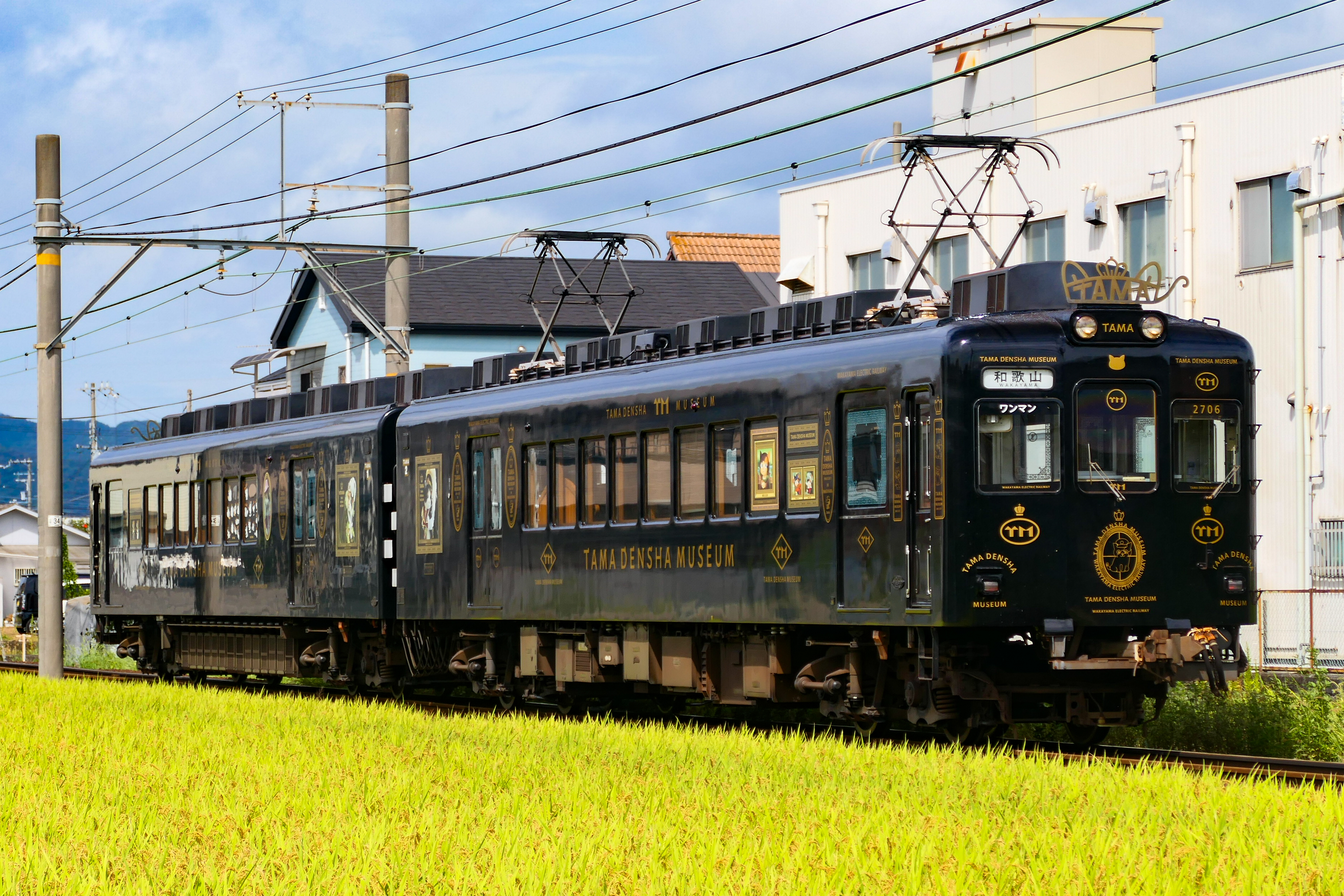
たま電車ミュージアム号

災害復旧工事や社会情勢の変化から貴志川線が赤字になったことへの対策「キシカイセイプロジェクト」の一環として、2020年1月6日に、たまの後継者である「ニタマ」をモチーフに黒基調とした「ニタマ電車」のリニューアル計画が発表された。当初は同年8月10日にデザインの詳細の発表が予定されていたが、新型コロナウイルス感染症の影響で計画の進行が一時止まることとなった。その後、ニタマが「たまII世駅長」を襲名し「執行役員ウルトラ駅長」へ昇格したのを機にデザインが練り直され、2021年2月24日に「たま電車ミュージアム号」が発表。同年5月21日まで改造費用のクラウドファンディング、同年6月1日から8月31日までは同様に改造費用を募る「サポーター」の募集が行われた。
種車となる「おもちゃ電車」は同年9月5日に運行を終了。その後改造工事に入り、「たま電車ミュージアム号」として同年12月4日に運行開始した。
車内の設備として、ギャラリーやトリックアート、仕切りのついた「コンパートメント席」などが設けられている。

## 運用
日中は6編成のうち3 - 4編成が使用されている。各編成の運行については、和歌山電鐵のサイトに1か月分の時刻表が掲載されている。
2009年、和歌山電鐵は変電所の改修・集約を発表、将来的には西日本旅客鉄道（JR西日本）や南海との乗り入れを視野に入れた貴志川線の昇圧を行う予定であると報じた。実際に2012年2月に昇圧が行われ、2270系が複電圧対応車であるため、昇圧後もそのまま使用が継続されている。